# Chaerephon bemmeleni
Chaerephon bemmeleni е вид прилеп от семейство Булдогови прилепи (Molossidae). Видът не е застрашен от изчезване.

## Разпространение и местообитание
Разпространен е в Гвинея, Демократична република Конго, Камерун, Кения, Кот д'Ивоар, Либерия, Руанда, Сиера Леоне, Танзания, Уганда и Южен Судан.
Обитава скалисти райони, гористи местности, пещери, ливади, савани, крайбрежия и плажове в райони с тропически и субтропичен климат, при средна месечна температура около 23,9 градуса.